# Dorotea de Solms-Sonnenwalde
Dorothea de Solms-Sonenwalde (en alemán: Dorothea zu Solms-Laubach-Sonnenwalde); (Sonenwalde en Brandeburgo, 1 de diciembre de 1586-Birkenfeld, 5 de septiembre de 1625) de la Casa Solms y Condesa de Sonnewalde y a través de su matrimonio con el Conde palatino y Duque del Palatinado-Zweibrücken.

## Vida
Nació como hija de Otón de Solms-Laubach-Sonenvalde (1550-1612) y de Anna Amalia von Nasau-Weilburg (1560-1634), hija del condé Alberto de Nasau-Weilburg y Ana de Nasau-Dilenburg.

### Matrimonio e hijos
El 30 de noviembre de 1616 se casó en Neuenstein con el duque de Zweibruecker Jorge Guillermo de Birkenfeld (1691-69), hijo del conde palatino Carlos I de Zweibrücken-Birkenfeld (1560-1600) y de Dorotea de Brunswick-Lüneburg (1570 -1649). Fruto de este matrimonio nacieron:
- Dorotea Amalia (1618-1635)
- Ana Sofía (1619-1680) abadesa de Quedlinburg.
- Isabel Juliana (1620-1651)
- María Magdalena (1622-1689), casada con Antonio Gunter I de Schwarzburgo-Sondershausen (1620 hasta 1666).
- Clara (1624-1628).
- Carlos II Otón (1625-1671), casado con Margarita Eduviges de Hohenlohe-Neuenstein (1625 a 1676).